# Cap Malheureux

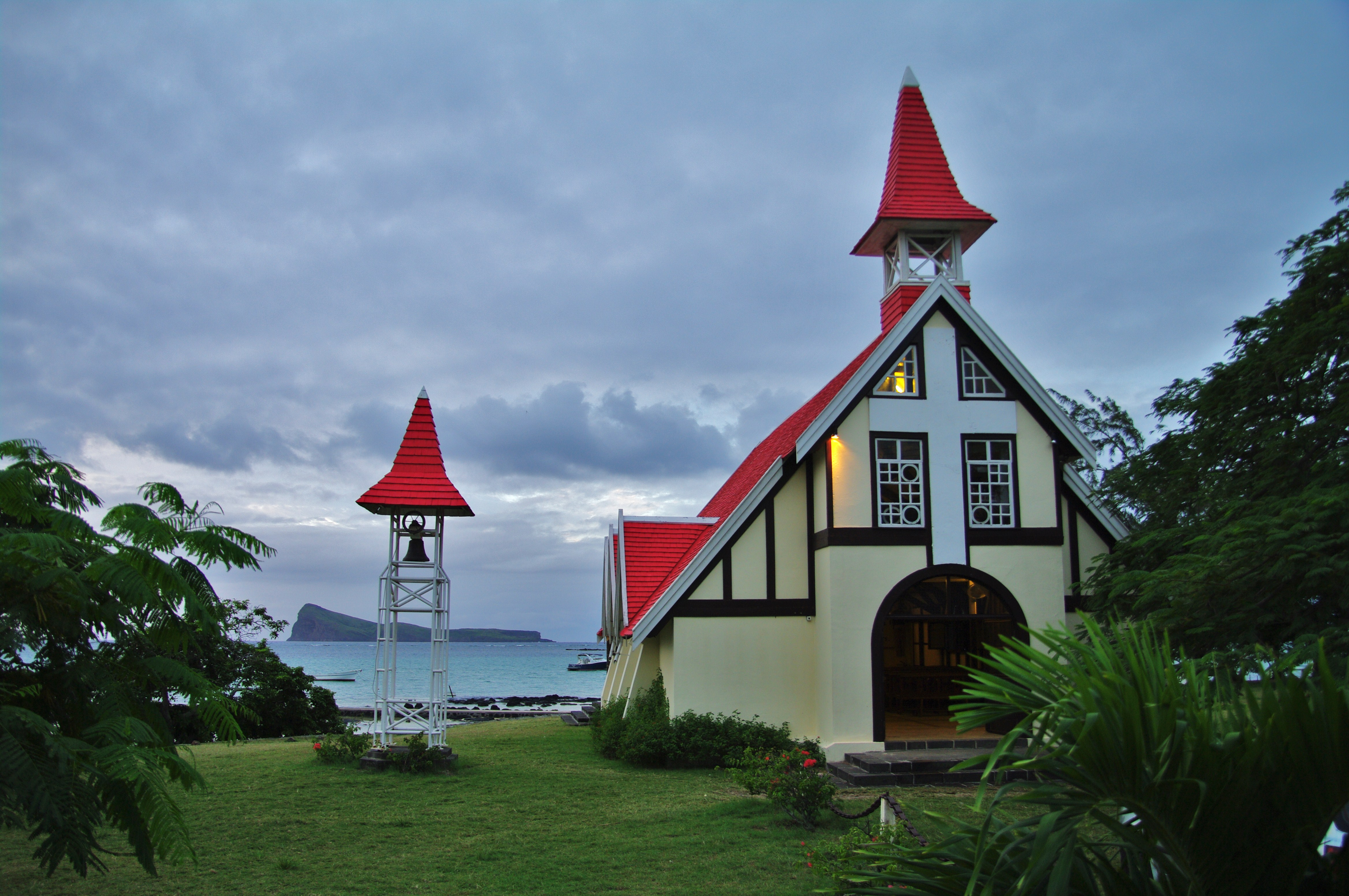
Die Kapelle Notre Dame Auxiliatrice am Cap Malheureux

Cap Malheureux ist ein Ort im Bezirk Rivière du Rempart auf Mauritius. Er gehört administrativ zur Village Council Area (VCA) Cap Malheureux, zu der auch der Ortsteil Calodyne gehört. Bei der Volkszählung 2011 hatte der Ort 5070 Einwohner. Cap Malheureux ist auch der Name des Nordkaps der Insel auf dem Gebiet der Gemeinde. Bekannt ist das Kap durch eine katholische Kapelle mit auffällig rotem Dach, die häufiges Motiv für Postkarten oder Fotografien ist. Diese Kapelle Chapelle Notre-Dame-Auxiliatrice gehört zur Pfarrei Saint Michel in Grand Gaube.
1810 landeten die britischen Truppen im Mauritiusfeldzug unter dem Oberbefehl von Admiral Albemarle Bertie am 29. November 1810 um 8:30 morgens etwa 4 km südlich von Cap Malheureux, ohne auf größeren Widerstand zu stoßen. Auch vom weiteren Verlauf der Invasion bis zur Kapitulation der Franzosen am 3. Dezember 1810 war Cap Malheureux nicht betroffen.
Der Turm der Windmühle der Zuckerfabrik Belle Rive auf dem Gemeindegebiet wurde im Jahr 1951 zum Kulturdenkmal erklärt. Der alte Friedhof der Gemeinde ist einer der ältesten im Norden der Insel. Das älteste Grab hier datiert aus 1842.
Seit 1925 bestand eine katholische Schule im Ort. Seit 1940 besteht die heutige öffentlich Schule. Bis 1989 war der Ort administrativ Teil des Petit Raffray VCA und ist seitdem eine selbstständige Gemeinde.